# Mario Brusa
Mario Brusa (Torino, 27 giugno 1946) è un attore teatrale, doppiatore e direttore del doppiaggio italiano.

## Biografia
Ventenne, nel 1966, si diplomò all’Accademia D’Arte Drammatica “Silvio D’Amico” di Roma. Già da tempo lavorava alla Rai di Torino. Nello stesso tempo iniziò un'intensa attività teatrale, 
lavorando nelle più importanti compagnie  teatrali, fra cui le compagnie di Erminio Macario e di Gipo Farassino, il Teatro delle Dieci ed il Teatro Stabile di Torino.
Dal 1980 al 1990 ha fatto parte del cast della trasmissione radiofonica "L’aria che tira". In seguito su Radio2 ha presentato trasmissioni di diverso genere. 
Dal 2001 fino alla conclusione ha fatto parte del cast ricorrente di Centovetrine nel ruolo del questore Luigi Imparato.
Attore di teatro e televisione, al cinema ha recitato in un solo film: L'uomo privato di Emidio Greco (2007).
Come doppiatore e direttore del doppiaggio è attivo quasi esclusivamente alla società di Deltafilm, rinominata poi VideoDelta, di cui attualmente è anche presidente e direttore artistico.
Ha due figli, Stefano e Angela, anche loro attori e doppiatori.

## Filmografia

### Attore cinema
- L'uomo privato, regia di Emidio Greco (2007)

### Attore televisivo
- Il camaleonte
- Rosso veneziano, regia di Marco Leto (1976)
- Le tre capitali, regia di Edmo Fenoglio (1982)
- CentoVetrine
- Rocco Schiavone, regia di Simone Spada, episodio 6x03 (2025)

## Doppiaggio

### Cinema
- David Strathairn in We Are Marshall
- Stephen Rea in Stuck
- Langley Kirkwood in Van Helsing - Dracula's Revenge
- Sam Waterston in Anesthesia

### Serie televisive
- Joe Morton in Scandal
- Brian Posehn in Jimmy fuori di testa
- César Evora in Libera di amare
- Geoffrey Deakin in Ecomoda
- José Alonso in Pasión Morena
- José Gonzalez Marquez in Amore senza tempo
- José Antonio Sayagués in Per sempre
- Cosimo Fusco in Vikings: Valhalla

### Animazione
- Jabber Jaw in Jabber Jaw e La corsa spaziale di Yoghi (1ª ediz.)
- Wallace in Una fantastica gita, I pantaloni sbagliati e Una tosatura perfetta
- Taddeo in Bugs Bunny e il giorno di san Valentino (2ª ediz. 2010)
- Preside Jean Pierre Delmas (1ª voce) in Code Lyoko
- X-5 (1^ voce) in Atomic Betty
- Dojo in Xiaolin Showdown
- Dinko, Flip e Cap. Spangley in Alieni pazzeschi
- Voce narrante (2^ voce) in Peppa Pig
- Dott. Kamikazi e Constantine in Robotboy
- Mark e Philip in Non sono un animale
- Sotodo Mike in Squirrel Boy
- Re Cardo in Il piccolo regno di Ben e Holly (2ª ediz.)
- Dottor Barbiere in Le meravigliose disavventure di Flapjack
- Sceriffo Blubs, McGuckett e Bill Chiper (St. 1) in Gravity Falls
- Gufo ne Il Gruffalo[1], Gruffalo e la sua piccolina[2]
- McQueen in Supa Strikas
- Preside Glenn Ponzi in Billy: un amico fantasmico